# Osaka Tough Guys
Osaka Tough Guys (en japonés: なにわ遊侠伝, Naniwa Yūkyōden?) es una película de acción y comedia japonesa de 1995 dirigida por Takashi Miike, y basada en un manga, del mismo nombre, de Dôkuman,que trata sobre dos chicos de secundaria que se involucran con la yakuza.
El manga Naniwa Yūkyōden también fue adaptado al anime en un total de seis OVAs, lanzadas en VHS, desde 1992 hasta 1993, y en DVD en 2006.

## Argumento
Después de salvar a una chica llamada Keiko de ser atacada por una pandilla, Makoto Fukunaga y Eiji Yamada son expulsados de la escuela secundaria de Tsutenkaku por esa pelea. Antes de irse, chantajean a la administración para que les dé un millón de yenes como regalo de despedida, amenazando con exponer sus secretos y arruinar la reputación de la escuela. Al día siguiente responden a una oferta de trabajo de la empresa llamada Takaranoyama Trading Ltd. que ofrece 500.000 yenes al mes a jóvenes sin experiencia, pero en realidad esto sólo es una estafa hecha por la familia Kinsu para conseguir a la fuerza nuevos miembros para el grupo.

## Reparto
- Sei Hiraizumi
- Kentarō Nakakura
- Hachirō Oka
- Yoshiyuki Omori
- Gajiro Satoh
- Tadashi Satō
- Shingo Yamashiro
- Rikiya Yasuoka
- Tetsuya Yuuki

## Lanzamiento
Osaka Tough Guys fue lanzada en Japón el
21 de junio de 1995 directamente a vídeo (VHS), para el mercado del V-Cinema, editada por Stock Hero y vendida por Pony Canyon.Fue lanzada en DVD el 28 de marzo del 2006 por "Arts Magic" para Estados Unidos y Canadá, en versión original con subtítulos en inglés, y contenidos adicionales:

Entrevista con el director Takashi Miike, comentarios de audio del biógrafo de Miike, Tom Mes y bio/filmografías.

## Recepción
Reseña de Valerio Spisani para Asian Feast: «Por tanto, sería arriesgado definir Osaka Tough Guys como una película de pleno éxito, a pesar de que sigue siendo otra cara interesante (cómicamente demente) del planeta Takashi Miike».
En una reseña de Asian Movie Pulse, el crítico Pedro Morata, escribió: «Osaka Tough Guys resulta ser una de las obras más imprescindibles de Takashi Miike antes de ser conocido como el gran Takashi Miike. Su humor absurdo digno de las películas de Stephen Chow lo convierte en un viaje de lo más ameno y entretenido con el homenaje más divertido a Terminator 2 incluido; presta atención a ello, nunca lo olvidarás».
Todd Brown escribe para ScreenAnarchy: «Miike enriquece la película con humor absurdo y su característica inventiva visual. Y justo cuando la broma comienza a volverse obsoleta, introduce un elemento humano legítimo, sumergiéndose en la floreciente relación entre Makoto y Keiko. En el gran esquema de las cosas, Osaka Tough Guys se erige como una película relativamente menor en el canon de Miike, sin embargo, es tremendamente entretenida».